# 倪勝民
倪勝民神父（西班牙語：Adolfo Nicolás, 1936年4月29日—2020年5月20日），西班牙籍羅馬天主教修會耶穌會會士及前任總會長。倪勝民是他額外取的中文名稱，他的本名可直譯為阿道夫·尼古拉斯。

## 生平
倪勝民1936年生於西班牙帕伦西亚省的比利亚穆列尔德塞拉托，之後加入了耶穌會成為修士。在日本東京上智大學修習神學後於1967年晉鐸，1968年到1971年在羅馬宗座額我略大學完成神學碩士課程後，又回到日本上智大學教授神學。之後在1978年至1984年間擔任菲律賓馬尼拉的東亞牧靈學院院長。1991年他又獲派到日本擔任耶穌會的會院院長，並於1993年升任日本省會長。1999年他卸下省會長職務而轉而服務堂區，隨後在2004年被推選為「耶穌會東亞暨大洋洲區議會」主席，並在馬尼拉供職。在這些期間他長期在東南亞服務，擁有豐富的地緣經驗。他在2008年的第35屆耶穌會全體大會中當選為第三十任總會長，之後擔任此職直到2014年時他宣布他將於2016年的全體大會中正式遞交他的辭職書。在此之前他也與教宗方濟各會面討論此事。